# Emozamia
Emozamia is een geslacht van weekdieren uit de klasse van de Gastropoda (slakken).

## Soort
- Emozamia licina (Hedley & Petterd, 1906)